# James Situma
James Situma est un footballeur kényan né le 11 novembre 1984 à Ndivisi. Il évolue au poste de défenseur avec le Sofapaka FC.

## Carrière
- 2003-2005 : Nzoia Sugar Bungom ( Kenya)
- 2005-2007 : World Hope FC ( Kenya)
- 2008-2011 : Sofapaka FC ( Kenya)
- 2011-2012 : KF Tirana ( Albanie)
- 2012-201. : Sofapaka FC ( Kenya)[1],[2]

## Palmarès
- Champion du Kenya en 2009 avec le Sofapaka FC
- Vainqueur de la Coupe du Kenya en 2010 avec le Sofapaka FC
- Vainqueur de la Supercoupe du Kenya en 2010 avec le Sofapaka FC
- Vainqueur de la Supercoupe d'Albanie en 2011 avec le KF Tirana